# Doro (futbolista)
Blas Armero Gallego (Socuéllamos, Ciudad Real, 17 de febrero de 1936-27 de octubre de 2020), conocido como Doro, fue un futbolista español que se desempeñaba como defensa.
Es el quinto jugador con más partidos  oficiales disputados en la historia del  Real Club Deportivo Mallorca (noviembre 2022).

## Clubes
| Club              | País   | Año       |
| ----------------- | ------ | --------- |
| C. D. Alcoyano    | España | 1957-1958 |
| Hércules C. F.    | España | 1958-1961 |
| R. C. D. Mallorca | España | 1961-1970 |